# Robert von Landmann
Robert August von Landmann (* 12. Januar 1845 in Großweingarten, Bezirksamt Schwabach; † 11. März 1926 in München) war ein deutscher Jurist und Politiker. Von März 1895 bis August 1902 war er Bayerischer Staatsminister des Innern für Kirchen- und Schulangelegenheiten.

## Leben
Nach seinem Studium der Rechtswissenschaft in München, das er 1869 mit dem Zweiten Staatsexamen (Staatskonkurs) abschloss, war Landmann zunächst als Sekretär der Handels- und Gewerbekammer in Augsburg tätig und wurde Redakteur der Augsburger Allgemeinen Zeitung. Während seines Studiums wurde er Mitglied des AGV München im Sondershäuser Verband.
1876 begann er als Rechtspraktikant im Bayerischen Staatsministerium des Innern zu arbeiten. Dort stieg er zunächst zum Bezirksamtsassessor (1877), zum Regierungsassessor (1879) und schließlich zum Regierungsrat (1883) auf. Am 16. Oktober 1893 ernannte man ihn zum Ministerialrat. Nach dem Tod Ludwig August von Müllers, des Bayerischen Ministers für Kirchen- und Schulangelegenheiten, wurde Landmann am 31. März 1895 als dessen Nachfolger in das Kabinett von Friedrich Krafft von Crailsheim berufen. Nachdem er 1893 bereits geadelt worden war, erhielt er 1896 von der Universität Würzburg die Ehrendoktorwürde. In seiner Amtszeit als Staatsminister sorgte er für eine Verbesserung des gewerblichen Fachschulwesens. Eine öffentliche Debatte löste das Schulbedarfsgesetz vom 28. Juli 1902 aus, das die materielle Besserstellung des Lehrerstandes ermöglichen sollte. Sie führt schließlich am 10. August 1902 zur Entlassung Landmanns aus dem Ministeramt.
Robert von Landmann war Mitarbeiter zahlreicher deutscher Gesetzesausgaben und Kommentare.

## Werke
- Robert von Landmann: Meine Vorfahren. C.H. Beck’sche Verlagsbuchhandlung, München 1925.
- Gewerbeordnung und Kommentar. begründet von Robert von Landmann und Gustav Rohmer, neubearbeitet von Erich Eyermann und Ludwig Fröhler. München, C. H. Beck.